# Thaddus McFadden
Thaddus McFadden, né le 29 mai 1987 à Flint dans le Michigan, est un joueur américano-géorgien de basket-ball. Il évolue aux postes de meneur et d'arrière.

## Palmarès
- Coupe intercontinentale :
- Vainqueur en 2021
- Ligue des champions :
  - Vainqueur en 2020, 2021
- Championnat de Chypre :
  - Vainqueur : 2014, 2015, 2016
- Supercoupe de Chypre :
  - Vainqueur : 2015
- Meilleur intercepteur du championnat de Chypre 2014